# Parque nacional Naejangsan
Parque nacional Naejangsan (en coreano: 내장산국립공원) es el nombre que recibe un área protegida que se encuentra en las provincias de Jeollabuk-do y Jeollanam-do, en el país asiático de Corea del Sur. Fue designado como el octavo parque nacional de esa nación en el año 1971. Recibe su nombre por el monte de Naejangsan que se eleva hasta 763 metros (2.503 pies). El parque es el hogar de un total de 919 especies de plantas y 1.880 especies de animales. 12 de las especies animales están en peligro.